# Moe, le baby-sitter
Moe, le baby-sitter (France) ou Prendre un enfant par le Moe (Québec) (Moe Baby Blues) est le 22e épisode de la saison 14 de la série télévisée d'animation Les Simpson.

## Synopsis
Le patron de bar Moe Szyslak se rend, comme la plupart des habitants de Springfield à la cérémonie organisée en l'honneur de l'éclosion de la fleur du siècle de Sumatra. Malheureusement pour lui, Moe est renvoyé de cette fête en raison de sa déplorable situation sociale et car il n'y a pas assez de place. Il décide alors de se suicider en se jetant du pont de la ville. Mais lorsque celui-ci tend les bras pour faire son dernier adieu au monde, il rattrape involontairement Maggie, qui avait été éjectée de la voiture d'Homer à cause du freinage trop brutal de ce dernier. À partir de ce moment, étant devenu un héros local, le patron de bar retrouve goût à la vie et se lie d'un amour paternel avec Maggie. Mais Moe est un peu trop envahissant et Homer devient jaloux. Marge ne voit également pas d'un bon œil cette omniprésence et Moe est ainsi prié de ne plus s'approcher de Maggie. Quelques jours plus tard, Maggie disparait en suivant des parrains de la mafia, qu'elle a reconnu d'après une histoire que lui avait raconté Moe. Marge et Homer contactent la police pour retrouver leur fille et soupçonnent Moe de l'avoir enlevé. Mais Moe est seul chez lui et en apprenant la nouvelle, il décide de les aider à retrouver Maggie. Il pense alors à se diriger vers Little Italy où effectivement, Maggie se trouve impliquée dans un règlement de comptes entre parrains de la mafia. Moe intervient, récupère l'enfant et la rend à ses parents. Au moment de partir, Maggie retient Moe. Homer et Marge lui proposent alors de pouvoir passer quelques moments avec Maggie plus tard.

## Références culturelles

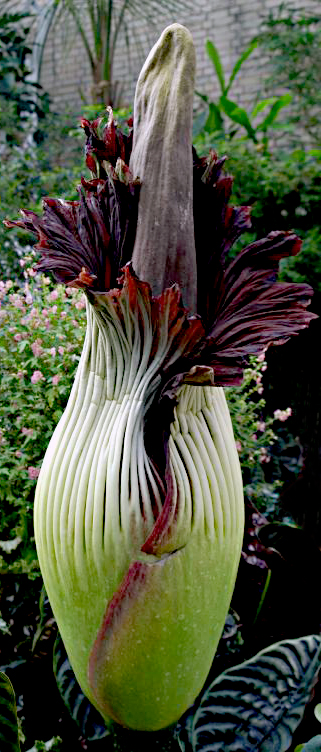
La fleur d'Arum titan (Amorphophallus titanum) peut atteindre plus de 2,50 de haut et dégage une forte odeur de charogne.